# Ines Pellegrini
Ines Pellegrini  (Milánó, 1954. november 7. –) olasz színésznő. Az 1970-es években és az 1980-as évek első felében számos, részben erotikus színezetű mozifilmben játszott kisebb-nagyobb szerepeket.

## Pályafutása
Ines Pellegrini 1954-ben született Milánóban. Életéről nem sokat lehet tudni, mivel egyike volt azon csillagocskáknak, akik csak ideig-óráig tündököltek hazájuk filmiparának egén, és akikről nem szokás a filmlexikonokban megemlékezni. Hogy róla mégsem feledkezett el teljesen a világ, az kizárólag Pier Paolo Pasolininek köszönhető, aki 1973-ban rábízta Zumurrud szerepét Az Ezeregyéjszaka virágai című filmjében. Pasolini adta neki „A fekete Mangano” becenevet, mivel Ines szépsége és eleganciája Silvana Manganót idézte számára.
Pellegrini ezt megelőzően már két, nem túl jelentős filmben is szerepelt, Pasolini alkotásában nyújtott alakítása azonban egy csapásra ismertté tette nevét. Noha ez a film jó belépőt jelenthetett volna számára a művészi igényű produkciók világába, a szerep erotikus jellegét felhasználva a siker könnyebb útját választotta, amikor a szexvígjátékok és meztelenkedéssel tarkított közönségfilmek felé fordult. Ezt az imázsát erősítették meg az olasz férfimagazinokban megjelent fotósorozatai is, melyeken Pellegrini a kávébarna bőrű, egzotikus és erotikus idol szerepében pózolt. A csók című dráma és a neves olasz horrorspecialista, Umberto Lenzi Az ördög szeme című horrorja még az igényesebbnek mondható munkái közé tartoznak, akárcsak Pasolini Salò, avagy Szodoma 120 napja című filmjében játszott kisebb szerepe. A rendező utolsó alkotásában Pellegrini alakította a néger szolgálólányt, akinek életébe kerül a fiatal katonával folytatott titkos szerelmi viszony.
Szerepkörének jellegéből következett, hogy neve viszonylag hamar egyre lejjebb került a stáblistákon, és ritkultak szerepajánlatai is. Utolsó filmszerepét Sergio Corbucci Paranormális fenomén vagyok című vígjátékában játszotta.
Filmes pályafutása során a Macia Pellegrini és a Micky Pilgrim neveket is használta. Az új évezredben Giulio keresztnevű olasz férjével Los Angelesben él, ahol önkéntesként dolgozik a szegények és hajléktalanok érdekében.

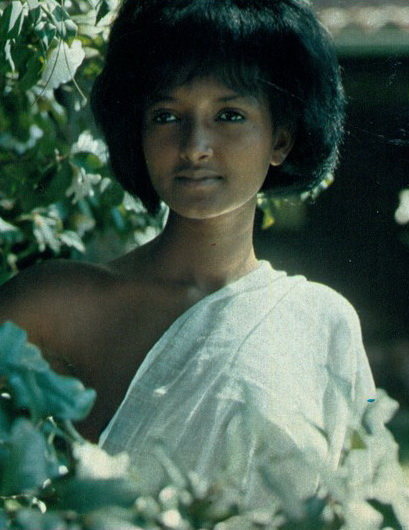
Fotója a Playmen magazinban

## Filmszerepei
- 1973 : Il Brigadiere Pasquale Zagaria ama la mamma e la polizia
- 1973 : Noa Noa
- 1974 : Az Ezeregyéjszaka virágai (Il fiore delle mille e una notte)
- 1974 : A csók (Il bacio)
- 1975 : Salò, avagy Szodoma 120 napja (Salò o le 120 giornate di Sodoma)
- 1975 : Az ördög szeme (Gatti rossi in un labirinto di vetro)
- 1976 : Scandalo in famiglia
- 1976 : Una bella governante di colore
- 1976 : La Madama
- 1976 : La fine dell'innocenza
- 1977 : Orazi e curiazi 3-2
- 1977 : Italia ultimo atto
- 1978 : La guerra dei robot
- 1978 : Comincerà tutto un mattino: io donna tu donna
- 1978 : Le Evase – Storie di sesso e di violenze
- 1980 : Peccato originale
- 1980 : L’Ebreo fascista
- 1985 : Paranormális fenomén vagyok (Sono un fenomeno paranormale)